# Têxtil de Punguè
El Grupo Desportivo da Companha Têxtil do Punguè es un equipo de fútbol de Mozambique que juega en la Moçambola 2, la Segunda División de fútbol del país.

## Historia
Fue fundado el 29 de julio de 1963 en la ciudad de Beira y es un equipo con poca historia en Mozambique, ya que solamente ha ganado la Moçambola en 1 ocasión. Es el equipo representante de la Companha Têxtil do Punguè.
Sus participaciones  a nivel continental han sido también muy reducidas, ya que solo ha estado en 3 ocasiones, donde nunca ha pasado de la primera ronda.
Descendió en la temporada 2007 al quedar de puesto 13 entre 14 equipos.

## Palmarés
- Moçambola: 1

1981

## Participación en competiciones de la CAF
| Temporada | Torneo                            | Ronda      | Club              | Casa  | Visita | Global |
| --------- | --------------------------------- | ---------- | ----------------- | ----- | ------ | ------ |
| 1982      | Copa Africana de Clubes Campeones | 1          | Young Africans FC | 1-2   | 0-2    | 1-4    |
| 1997      | Copa CAF                          | 1          | C&M Sales         | w.o.1 | w.o.1  | w.o.1  |
| 2007      | Copa Confederación de la CAF      | Preliminar | Simba SC          | 1-1   | 4-2    | 5-3    |
| 2007      | Copa Confederación de la CAF      | 1          | Union Douala      | 0-3   | 0-6    | 0-9    |

1- Têxtil de Pungué abandonó el torneo.